# Riang Kotang
Riang Kotang (Indonesisch: Gunung Riang Kotang) is een fumarole op het Indonesische eiland Flores aan de voet van de Ilikedeka in de provincie Oost-Nusa Tenggara.